# School Days (film)
Pour les articles homonymes, voir School Days (homonymie).
Pour plus de détails, voir Fiche technique et Distribution.
School Days est un film muet américain de comédie réalisé par Larry Semon, Norman Taurog et Mort Peebles, sorti en 1920.

## Synopsis
Joe, un écolier, a une camarade de classe qui est amoureuse de lui. Elle lui passe une note sur une ardoise indiquant "Je t'aime Joe" pendant que l'enseignant grincheux et en colère est occupé à gronder l'un des autres enfants. Joe dessine un cœur sur l'ardoise pour montrer son affection pour la jeune fille et lui montre son dessin. Il transforme ensuite plus tard le cœur en une caricature de l'enseignant, au grand amusement de la jeune fille. Lorsque le professeur découvre le dessin, Joe a des ennuis et le gronde jusqu'à ce qu'un autre écolier, visant un autre garçon de la classe, frappe le professeur avec l' éponge humide qu'il avait utilisée pour effacer le tableau noir. Un autre écolier profite de l'occasion pendant que le professeur est étourdi pour tremper son chewing-gum dans de l'encre et le tirer vers Joe avec une fronde. La gomme frappe Joe au visage et il poursuit le garçon dans les couloirs de l'école. S'ensuit un chaos et les choses se compliquent encore lorsque quatre inspecteurs arrivent à l'école et s'assoient accidentellement sur des objets aiguisés (placés sur les chaises par un écolier mais destinés à certaines filles).
Le film passe ensuite à 10 ans plus tard, où la fille a grandi, son père Jed a épousé l'instituteur et Joe et l'un des garçons de l'école sont employés dans la ferme de Jed. Joe et son ancien camarade de classe sont amoureux de la fille et flirtent avec elle. Cependant, Jed a promis la main de sa fille en mariage au fils de son vieil ami Zeke, Harold. Ce dernier se présente à la ferme et se fiance avec la fille. Joe interrompt le mariage et s'enfuit avec la fille dans une voiture qu'ils volent à la ferme. La voiture s'éloigne ensemble mais a un accident avec la voiture et dégringole d'une falaise. Joe se réveille alors dans sa classe, révélant que tout cela n'était qu'un rêve.

## Fiche technique
- Titre : School Days
- Réalisation : Larry Semon, Norman Taurog et Mort Peebles
- Scénario : Larry Semon, Norman Taurog et Mort Peebles
- Producteur : Larry Semon
- Société de production : Vitagraph Company
- Société de distribution : Vitagraph Company
- Pays d'origine :  États-Unis
- Langue : titres en anglais
- Format : Noir et blanc - 35 mm - 1,37:1  -  Muet
- Genre : comédie
- Longueur : deux bobines
- Date de sortie :
  - États-Unis : 3 mai 1920

## Distribution
Source principale de la distribution :
- Larry Semon :
- Frank Alexander :
- Lucille Carlisle :
- Jack Duffy (en) :
- Frank Hayes :